# Olof Christian Häggbom
Olof Christian Häggbom, född 20 juli 1826 i Skellefteå landsförsamling, död 6 november 1892 i Skellefteå stad, var en svensk bankdirektör och dansk vicekonsul.

## Biografi
Häggboms var son till Erik Olof Hæggbom, komminister i Skellefteå landsförsamling och hans maka i andra giftet, Christina Charlotta Ekenstedt. 
Efter att han studerat färdigt anställdes han på Lejonströms sågverk, som då ägdes av hovkamrer Clausen. Den 9 februari 1851 gifte han sig med Clauséns dotter Fredrique Clausen (1829–1895). I äktenskapet föddes nio barn: Fredrika Charlotta (1852–1918), Nils Emil (1854–1927), Olof Rudolf (1856–1915), Herman Christian (1857–1902), Fanny Emilie (1860–1861) som avled i scharlakansfeber, Gustaf Hjalmar (1862–1923) som blev stadsfiskal, Erik Helmer (1864–1920) senare vicekonsul, Elisabeth Olivia (1865–1891) senare gift med Nils G. Ringstrand och Ellen (1867–1870) som avled vid tre års ålder. 
Häggbom avled den 6 november 1892 efter att ha drabbats av njurproblem. Hans bouppteckning visade en förmögenhet på 492 330 kr, vilket motsvarade 35 201 575 kr år 2023.

## Karriär
Efter att han gift sig bildade Häggbom och handlanden Abraham Ruth (1827–1888)  firman Ruth & Häggbom. Affären var belägen i Nils Clauséns gård i närheten av dåvarande torget. Efter någon tid upplöstes firman. Den 29 juli 1857 köpte Häggbom Strömsörs herrgård inklusive tillhörande Strömsörs varv av Seth Michael Franzén för 15 000 Riksdaler riksmynt, vilket motsvarade 932 661 kr år 2023. Varvet brann dock ner nyårsnatten 1858 och byggdes därefter inte upp. Han arbetade vidare med jordbruket på herrgården och enligt Skellefteå museum ansågs Strömsör "vara en av de bäst skötta egendomarna i länet". Han invaldes därför som styrelseledamot i Hushållningssällskapet. På gården växte 1861 bland annat växtmärg, melon och vitkålshuvud. Trädgården utvidgades till handelsträdgård.
Häggbom gick in som ensam ägare i Skellefteå bryggeribolag 1857 och när Westerbottens enskilda bank öppnade avdelningskontor i Skellefteå stad 1866 blev Häggbom dess direktör. 

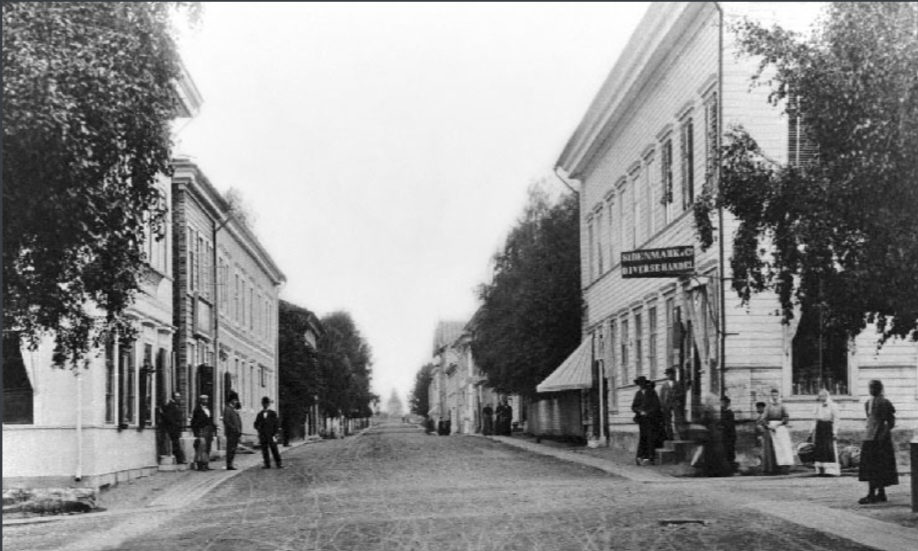
Vy över Storgatan, Skellefteå kring sekelskiftet. Westerbottens enskilda bank på vänster sida.

Häggbom var stadens ordningsman åren 1865–67, mångårig ledamot i kyrko- och skolrådet, landstingsman åren 1873–76, ledamot i länsskolrådet 1888–90 samt styrelseledamot i Skellefteå sparbank. Häggbom belönades med Vasaorden för sina medborgerliga förtjänster.